# Středoruská vysočina
Středoruská vysočina (rusky Среднерусская возвышенность; ukrajinsky Середньоруська височина) je vysočina rozkládající se ve středozápadních oblastech evropské části Ruska a zasahující též na severovýchod Ukrajiny. Leží přibližně uprostřed Východoevropské roviny a táhne se od širokého údolí řeky Oky na severu po Doněcký krjaž na jihu. Od severu k jihu je téměř 1000 km dlouhá, od západu k východu cca 500 km široká. Průměrná nadmořská výška je 200–250 m, nejvyšší bod dosahuje 293 m.
Vrchovina je tvořená krystalickými horninami, které na povrch vystupují pouze v centrální části v okolí Kurska. Většinu povrchu pokrývají sedimenty. Zejména na severu, v povodí Oky, to jsou nánosy dněperského ledovce. Většinu povrchu tvoří vápnité spraše a sprašové hlíny, jejichž mocnost dosahuje dva až pět metrů na plošinách a až patnáct metrů na svazích. Povrch je silně rozčleněn erozními tvary. Zdejší ovragy jsou až dvacet metrů hluboké a stromovitě se větví. V oblasti Kalačské vyvýšeniny eroze dosahuje katastrofálních rozměrů. Charakteristickým typem reliéfu jsou tzv. balky, čili občasně protékaná údolí s mírnými svahy, plochým nebo slabě konkávním dnem, která jsou porostlá bylinnou a křovitou vegetací. Vznikají jako konečné stádium ovragů.
Ve Středoruské vysočině pramení několik velkých řek: Oka (přítok Volhy), Desna, Sejm, Psel, Vorskla (přítoky Dněpru), Don a jeho přítok Severní Doněc.
Oblast je pokryta převážně poli a lesostepí a má kvalitní černozemní půdu, která na severu přechází v podzoly. Jsou zde částečně těžené zásoby uhlí a obrovská ložiska železné rudy v oblasti Kurské magnetická anomálie. Největšími městy jsou Tula, Voroněž, Orel, Kursk, Bělgorod, Brjansk, na okraji leží ukrajinský Charkov. Na území vysočiny jsou 2 přírodní rezervace.